# Ащебутак (Домбаровський район)
Ащебута́к (рос. Ащебутак) — село у складі Домбаровського району Оренбурзької області, Росія.
Стара назва — Ащибутак.

## Населення
Населення — 1302 особи (2010; 1499 у 2002).
Національний склад (станом на 2002 рік):
- казахи — 69 %